# Hovvarpner
Hovvarpner, "Hovkasteren" er en hest i den nordiske mytologi. Den er Friggs hest. Hun gav den til Gna, som er Friggs budbringer. Hovvarpner er den ene af flere heste i den nordiske mytologi, som kan flyve. De andre er Sleipner, Guldfaxe, Rimfaxe, Skinfaxe, Alstærk og Alsvin.
I Lars-Henrik Olsens roman Erik Menneskesøn fra 1986 får hovedpersonen, Erik, lov at låne Hovvarpner, da han drager til Udgård sammen med Thors datter Trud.